# 彭国栋

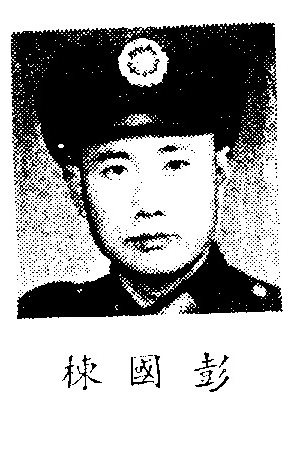

彭国栋（1902年—1988年），字澹园，号郁文，湖南茶陵人。

## 生平
国立山西大学毕业后任中央组织部训练科长、少将处长、第九战区政治部代理主任、政治总教官、湖南第五区行政督察专员兼保安司令等职，曾任国大代表。1946年5月任徐州绥靖公署政务处中将处长兼社会部署西南急赈大队长、山东省民政厅长等职。1950年4月去台湾。以后主要从事教育和著述，曾任香港珠海学院、中国文化大学教授，1959年创办亚洲诗社，被选为社长。著述颇多，主编《清史》，成为有名史学家。